# UFA Lab
Das UFA Lab war eine digitale Produktionsfirma und Geschäftseinheit der UFA GmbH. Von 2009 bis 2018 firmierte das Unternehmen unter dem Namen UFA Lab und wurde anschließend in UFA X umbenannt. Am 1. Januar 2019 wurde es in das Medienunternehmen Divimove integriert.

## Produktionen
- 2012: Wer rettet Dina Foxx? (ZDF)[4]
- 2013: eNtR berlin
- 2014: WV.WS
- 2014: Dina Foxx – Tödlicher Kontakt
- 2015: Munchies (Vice)
- 2015: behind the story (Bild-Zeitung)
- 2015–2016: Comedy Rocket (RTL interactive)
- 2016: Janina and Food
- 2016–2017: Jäger & Sammler
- 2016: Tahrib – Die unendliche Reise
- 2016: Der Wedding kommt
- 2017: Art of Gaming (Arte)
- 2017: Gateway to Infinity VR
- 2017: Ein ganzes Leben VR
- 2017: Antarktika (Funk)